# 大溪镇 (揭西县)
大溪镇，是中华人民共和国广东省揭阳市揭西县下辖的一个乡镇级行政单位。

## 行政区划
大溪镇下辖以下地区：
溪圩社区、赤寨村、后洋村、新楼村、坎头村、新园村、大光村、鸭堀村、金光村、星光村、庆光村、大东村、大岭埔村、金星村、大园村、井美村和井新村。